# Vladimír Hawlík
Vladimír Hawlík (29. března 1911 Brno – 18. prosince 1993 Brno) byl český varhaník, profesor varhanní hry a skladby na brněnské konzervatoři. 
V roce 1951 vystudoval hru na varhany na Hudební fakultě Janáčkovy akademie múzických umění v Brně. Byl dlouholetým ředitelem kůru a varhaníkem v katedrále sv. Petra a Pavla v Brně. Na doporučení Zdeňka Blažka, ředitele brněnské konzervatoře, vedl do roku 1982 pěvecký sbor v Žarošicích.